# West Ruislip (stanice metra v Londýně)
West Ruislip je stanice londýnského metra, otevřená 2. dubna 1906. Nachází se na lince:
- Central Line (linka zde končí, před touto stanicí je Ruislip Gardens)
- National Rail

| Rok  | Počet cestujících |
| ---- | ----------------- |
| 2011 | 1,64 mil          |
| 2012 | 1,61 mil          |
| 2013 | 1,60 mil          |
| 2014 | 1,56 mil          |